# や
や або ヤ (/ya/; МФА: [ja] • [jä]; укр. я) — склад в японській мові, один зі знаків японської силабічної абетки кана. Становить 1 мору. Розміщується у комірці 1-го рядка 8-го стовпчика таблиці ґодзюон.

## Короткі відомості

### Опис
Фонема сучасної японської мови. Складається з одного приголосного звука та одного неогубленого голосного середнього ряду низького піднесення /а/ (あ).
| Піднебінний сонорний щілинний: |  | /j/ → | や | [ja] |  |

### Порядок
Місце у системах порядку запису кани:
- Порядок ґодзюону: 36.
- Порядок іроха: 29. Між く і ま.

### Абетки
- Хіраґана: や

Походить від скорописного написання ієрогліфа 也 (я, бути).
- Катакана: ヤ

Походить від скорописного написання ієрогліфа 也 (я, бути).
- Манйоґана: 也 • 移 • 夜 • 楊 • 耶 • 野 • 八 • 矢 • 屋

### Транслітерації
- Кирилиця:
Система Поліванова: Я (я).
Альтернативні системи: Я (я).
- Латинка
Система Хепберна: YA (ya).
Японська система: YA (ya).
JIS X 4063: ya
Айнська система: YA (ya).

### Інші системи передачі
- Шрифт Брайля:
| －● －－ ●－ |
- Радіоабетка: Ямато но Я (大和のヤ; «я» Ямато)
- Абетка Морзе: ・－－